# هیثم الشبول
هیثم الشبول (عربی: هيثم الشبول؛ زادهٔ ۱۳ نوامبر ۱۹۷۴) بازیکن سابق و مربی فوتبال اهل اردن است.
از باشگاه‌هایی که در آن بازی کرده‌است می‌توان به باشگاه ورزشی الفیصلی اشاره کرد.
وی همچنین در تیم ملی فوتبال اردن بازی کرده‌است.